# Вале (карта)
Вижте пояснителната страница за други значения на Вале.
Вале (на френски: valet, означаващо слуга, лакей, васал) е карта за игра с изображение на млад мъж. В различните игри с карти тя има различна числова стойност: в блекджек например е 10, в бридж-белот е 2 или 20 в зависимост от това дали е коз или не, в сантасе е 2, а в други игри обикновено е 11 (по-високо от десетката и по-ниско от дамата).

## Название в различните езици
В различните езици поради исторически и други причини е навлязло различно име и различно обозначаване на валето.
- Русия – „В“ (на руски: валет)
- САЩ – „J“ (на английски: jack)
- Великобритания – „Kn“ (на английски: knave).
- Франция – „V“ (на френски: valet)
- Германия – „B“ (на немски: bube)